# Sichuan Nuzi Paiqiu Dui
Il Sichuan Nuzi Paiqiu Dui è una società pallavolistica femminile cinese con sede a Ziyang e militante nel massimo campionato cinese, la Volleyball League A.

## Rosa 2015-2016
| N° | Nome             | Ruolo | Data di nascita   | Nazionalità sportiva |
| -- | ---------------- | ----- | ----------------- | -------------------- |
| 1  | Min Zhao         | S     | 17 marzo 1996     | Cina                 |
| 2  | Su Weiping       | C     | 9 dicembre 1996   | Cina                 |
| 3  | Weidan Tang      | S/O   | 3 novembre 1998   | Cina                 |
| 4  | Rachel Rourke    | S/O   | 1º ottobre 1988   | Australia            |
| 5  | Zhang Honglin    | S     | 3 agosto 1997     | Cina                 |
| 6  | Wang Chen        | P     | 29 ottobre 1990   | Cina                 |
| 7  | Cassidy Lichtman | S     | 25 maggio 1989    | Stati Uniti          |
| 8  | Zhang Xiaoya     | C     | 4 ottobre 1992    | Cina                 |
| 9  | Ye Qi            | C     | 14 febbraio 1993  | Cina                 |
| 10 | Chen Biaobiao    | L     | 23 maggio 1996    | Cina                 |
| 11 | He Huang         | P     | 18 marzo 1994     | Cina                 |
| 12 | Li Mengting      | S     | 29 settembre 1994 | Cina                 |
| 13 | Qiu Zijing       | S/O   | 22 novembre 1996  | Cina                 |
| 14 | Yang Menglu      | C     | 11 febbraio 1995  | Cina                 |
| 15 | Liu Meiling      | P     | 29 luglio 1991    | Cina                 |
| 16 | Pan Yangyang     | S/O   | 28 febbraio 1998  | Cina                 |
| 17 | Yu Wanqiu        | S     | 9 ottobre 1997    | Cina                 |
| 18 | Zhu Yuxiao Zhu   | S     | 27 dicembre 1994  | Cina                 |